# Marianka
Marianka (deutsch Mariatal, älter auch Marient[h]al; ungarisch Máriavölgy; lateinisch Vallis Mariana) ist eine Gemeinde und gleichzeitig der älteste Marienwallfahrtsort in der Slowakei. Sie liegt am Westabhang der Kleinen Karpaten, zirka 6 km nördlich der slowakischen Hauptstadt Bratislava. Die Gemeinde trug bis 1927 den slowakischen Namen Marianské údolie und hieß von 1979 bis 1993 Mariánka.

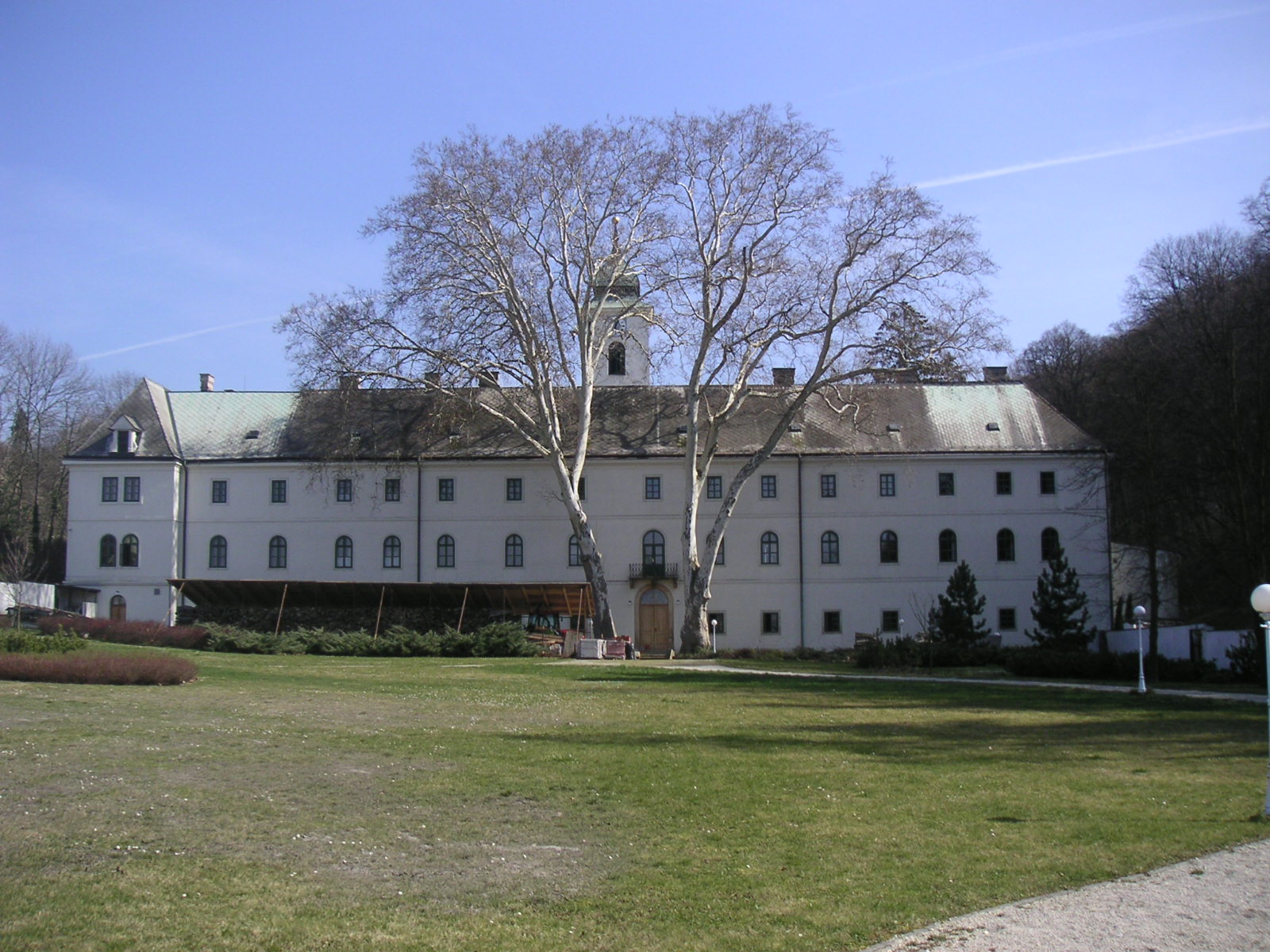
Blick auf das Klostergebäude

Der Legende nach hat ein hier lebender Einsiedler im Jahre 1030 eine Marienstatue geschnitzt und diese infolge von Kriegswirren in einem hohlen Baumstamm versteckt. Im Jahre 1300 soll dann ein blinder Bettler mit Hilfe einer Stimme vom Himmel im Wald eine Quelle gefunden haben mit der Verheißung, er würde wieder sehen können, würde er sich mit dem Wasser der Quelle die Augen waschen. Er tat dies, wurde wieder sehend und sah sogleich eine Marienstatue, die bei der Quelle lag. Er errichtete eine hölzerne Säule, auf die er die Statue setzte, worauf alsbald Wallfahrten zu der Marienstatue und der wundertätigen Quelle begannen.

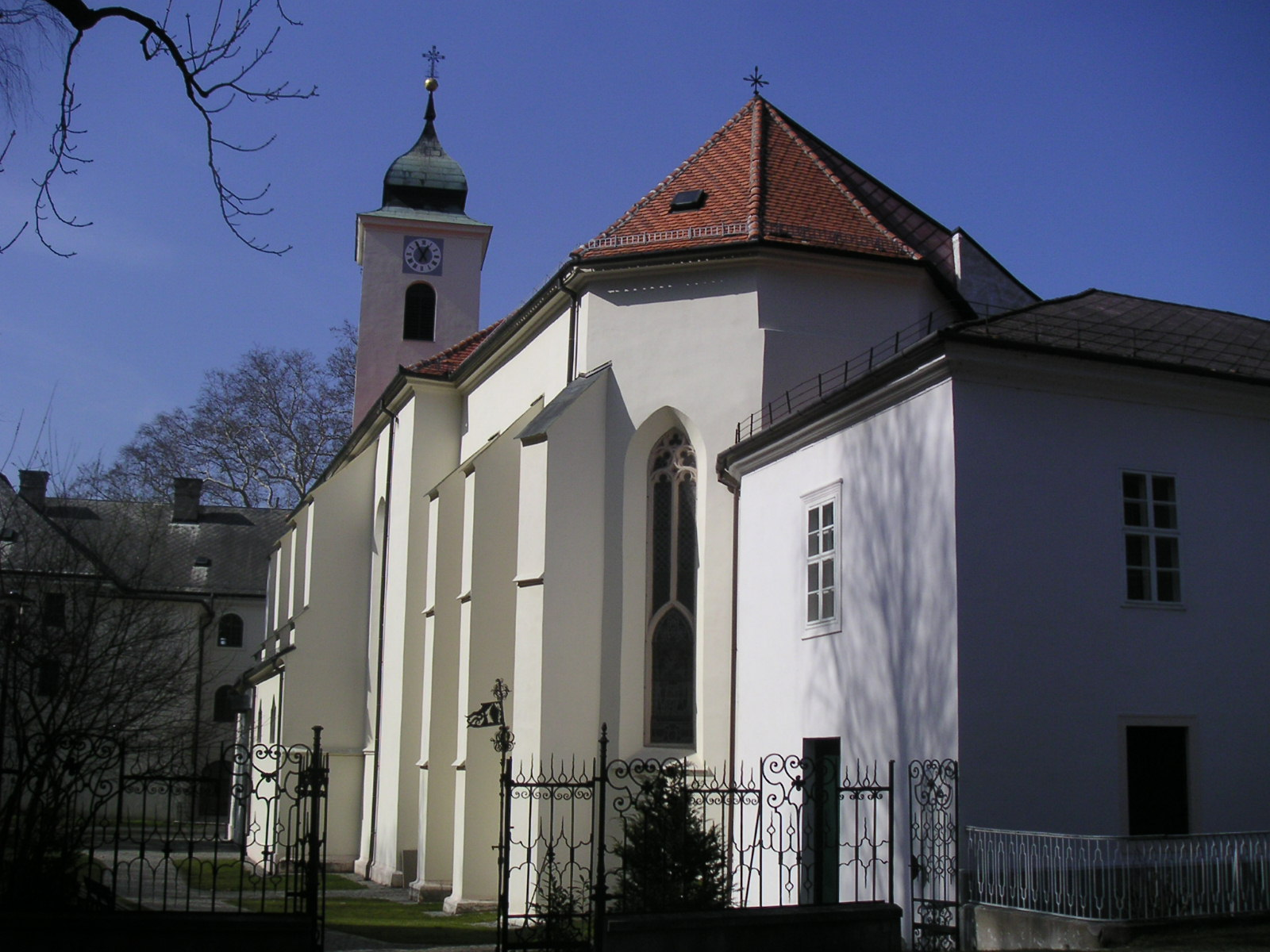
Wallfahrtskirche

Am 16. Mai 1367 wurde von dem Ungarnkönig Ludwig I. der Grundstein zur Wallfahrtskirche Mariä Geburt gelegt und der Ort dem Paulinerorden übergeben, der ein Kloster neben der Kirche errichtete. Dies ist somit gleichzeitig die erste urkundliche Erwähnung des Ortes. Im Laufe der Zeit wurden Kirche und Kloster ausgebaut, wobei im Kloster eine theologische Hochschule entstand, die zeitweilig sogar das Recht besaß, ein Doktorat zu vergeben.
Im Jahre 1786 wurde das Kloster durch Kaiser Joseph II. aufgehoben und die wertvollen Kunstgegenstände zum Teil geplündert. Lange Jahre wurde das Kloster als Jagdschloss verschiedener Adelsfamilien genutzt und verfiel immer mehr. Erst im Jahre 1927 kamen mit der Kongregation der Tröster von Gethsemani (abgekürzt CCG) wieder Mönche nach Marianka, die nach verschiedenen Unterbrechungen während des Zweiten Weltkrieges und der kommunistischen Herrschaft von 1990 bis 2003 wieder Kirche und Kloster betrieben hatten.
Die gotische Kirche Mariä Geburt wurde gegen Ende des 17. Jahrhunderts barockisiert, wofür vor allem Fürst Esterházy sorgte. Neben der Kirche befindet sich das ehemalige Paulinerkloster, welches 1593 erweitert wurde, sowie die St.-Anna-Kapelle aus dem Beginn des 18. Jahrhunderts.

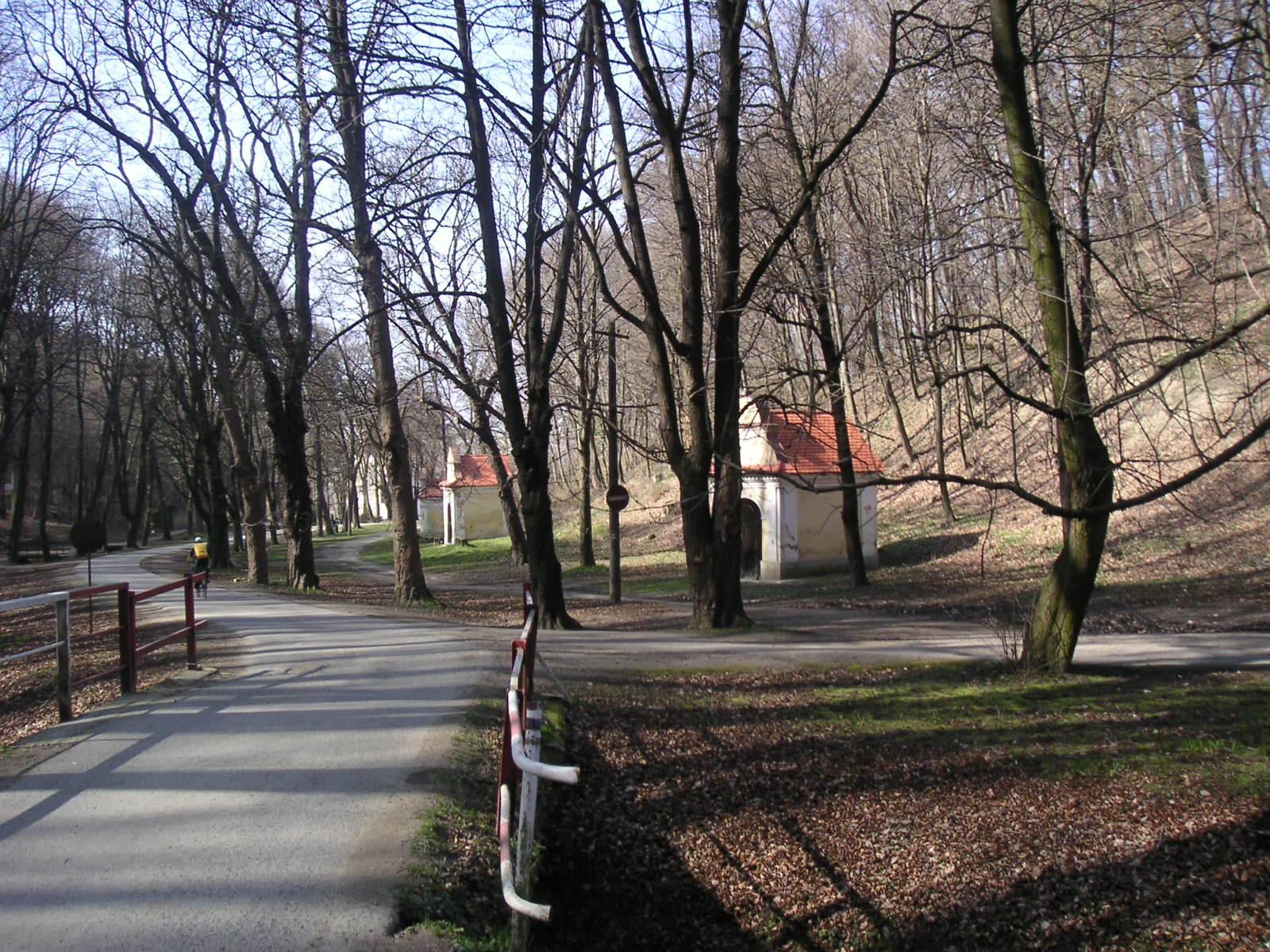
Blick auf Teile des Kreuzweges

Von der Kirche führt ein Weg mit sechs Kapellen aus dem 18. Jahrhundert zum Heiligen Brunnen, einem barocken Kuppelbau vom Ende des 17. Jahrhunderts. Auf einem Hang über dem Heiligen Brunnen wurde in den Jahren 1930–1936 ein Kreuzweg angelegt, dessen eindrucksvolle Statuen in Lebensgröße von dem Kuttenberger Schnitzer B. Becka stammen.
Im Spätsommer 1944 internierte der Slowakische Staat zwischen 70 und 150 Juden mit US-amerikanischer Staatsbürgerschaft in einem Herrenhaus in Marianka. Diese wurden im Oktober des Jahres von der Einsatzgruppe H unter der Leitung von Alois Brunner in das KZ Sereď deportiert und von dort in das KZ Auschwitz.

## Bevölkerung
| Jahr                | 1994 | 2004     | 2014     | 2024     |
| ------------------- | ---- | -------- | -------- | -------- |
| Anzahl der Personen | 927  | 1037     | 1714     | 2341     |
| Unterschied         |      | +11,86 % | +65,28 % | +36,58 % |

| Jahr                | 2023 | 2024    |
| ------------------- | ---- | ------- |
| Anzahl der Personen | 2332 | 2341    |
| Unterschied         |      | +0,38 % |